# Longqing
Longqing (ur. 4 marca 1537, zm. 5 lipca 1572)  – trzynasty cesarz Chin z dynastii Ming.
Był synem cesarza Jiajinga. Na tron wstąpił po śmierci ojca w 1567. Po śmierci Longqinga następcą został jego syn Wanli.